# Chaddesley Corbett
Chaddesley Corbett è un villaggio e parrocchia civile di 1422 abitanti della contea del Worcestershire.

## Geografia
Chaddesley Corbett è situato più o meno a metà tra Kidderminster e Bromsgrove. Il suo territorio è formato da piccoli quartieri, cioè Bluntington, Brokencote, Mustow Green, Cakebole, Outwood, Harvington e Drayton. Nel 1913, è stato affermato che solo il 5% del terreno della parrocchia civile era terreno occupato da boschi, cioè circa 979.340 m² di terreno. Di questo terreno fa parte Chaddesley Woods, una riserva naturale nazionale, che si pensa facesse parte della foresta di Feckenham, una foresta medievale.

## Sport
- Chaddesley Corbett RFC
- Chaddesley Corbett Ravens FC, fondato nel 1906
- Chaddesley Corbett CC

Tutte le squadre hanno sede a Fox Lane, e fanno parte del Chaddesley Corbett Sports Club.